# Neg

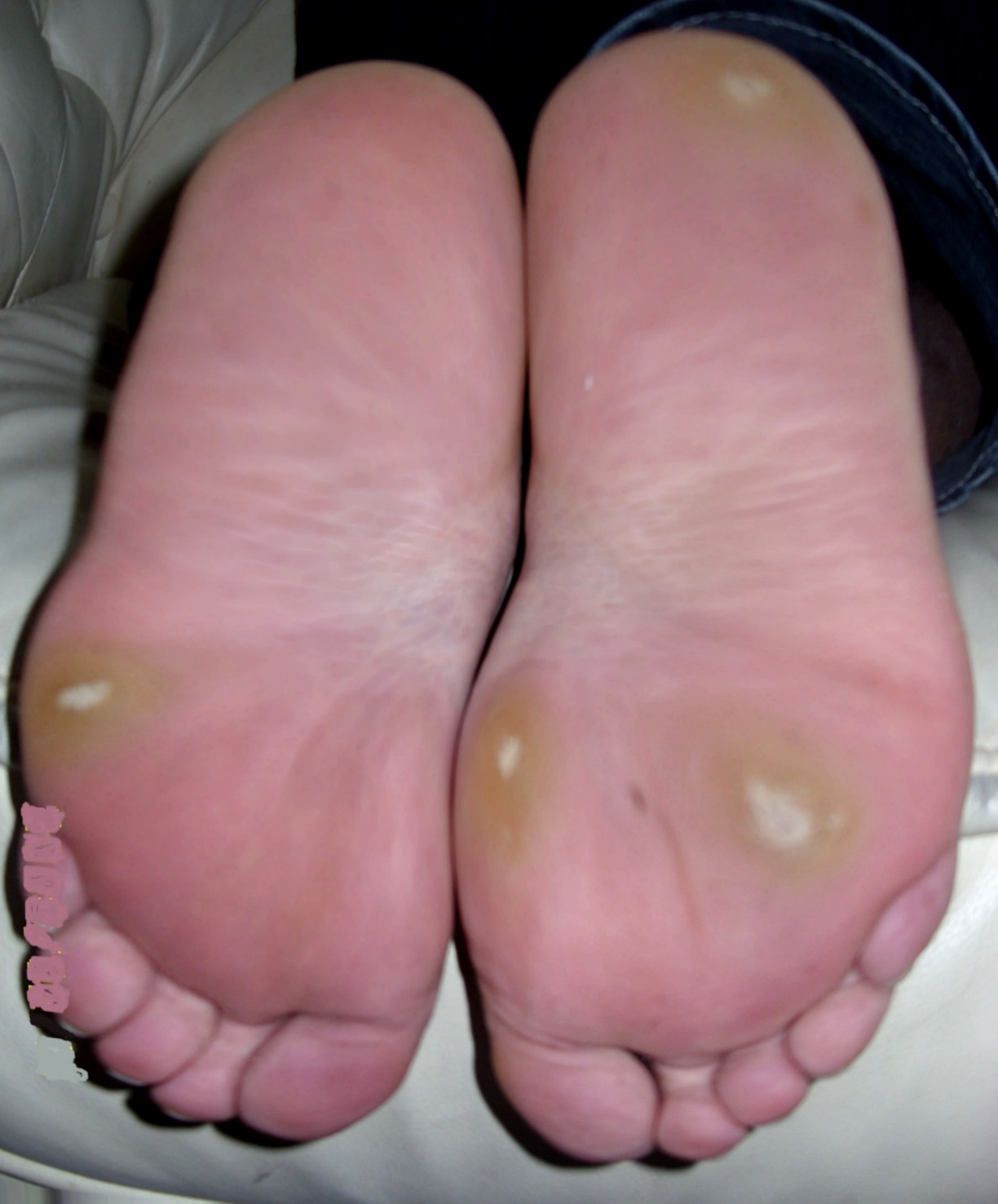
Negi plantari mari și extrem de dureroși

Negii sunt excrescențe ale pielii, care sunt inofensive și sunt produse de papiloma virus.
Acest virus pătrunde în organism prin intermediul unor leziuni aflate la nivelul pielii.
Astfel, se produce o creștere rapidă a stratului exterior al pielii și rezultă negul sau veruca.
În mod normal, negii dispar în câteva luni sau ani (în cazuri extreme).
Negii se mai numesc și verucă sau mursă. Științific se mai numesc și achrochordoni. Pot apărea pe pleoape, gât, pe brațe, pe partea inferioară a sânilor și la subțiori. Negii sunt produși de acumularea de colagen și de vase de sânge. In general apar la obezi, la diabetici, în cazul folosirii în exces a steroizilor, diverse bijuterii și îmbrăcăminte.